# David Jackson (cầu thủ bóng đá, sinh năm 1958)
David Jackson (sinh năm 1958) là một cựu cầu thủ bóng đá chuyên nghiệp người Anh thi đấu ở vị trí tiền đạo.

## Sự nghiệp
Sinh ra ở Wibsey, Jackson kí hợp đồng với Bradford City vào tháng 7 năm 1978 từ Manchester United, rời câu lạc bọ vào tháng 5 năm 1979. Trong thời gian với Bradford City ông có 12 lần ra sân ở Football League, ghi 3 bàn. Ông cũng có một lần ra sân ở Cúp FA.